# Neit (královna)
| n · t | R25 |

| n · t | R25 |

Neit byla staroegyptská královna, jedna z hlavních královen faraóna Pepiho II. ze 6. dynastie. Její jméno je stejné jako bohyně Neit.

## Rodina
Neit je považována za dceru faraóna Pepiho I. a královny Anchesenpepi I., což z ní dělá tetu a sestřenici faraóna Pepiho II. Neit může být matkou krále Merenrea II. Jedním z jejích titulů byl „Matka krále“. Existuje legenda o královně Neitokret, která, pokud vůbec vůbec existovala, mohla být dcerou královny Neit.

## Hrobka

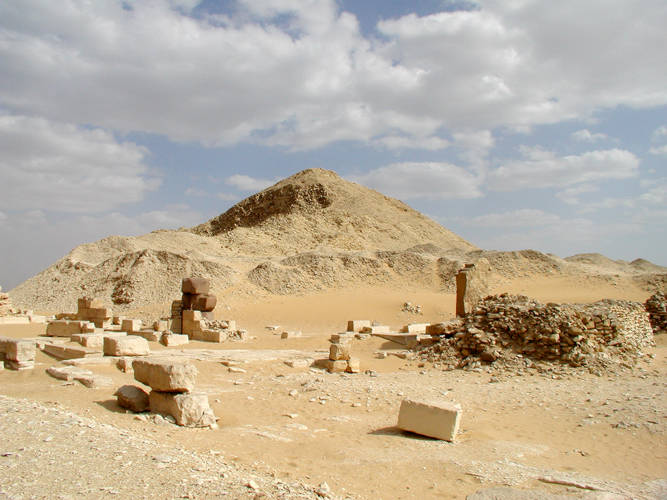
Pyramida Pepiho II. s menšími pyramidami královen Neit, Iput II. a Udžebten

Ze tří malých pyramidových komplexů královen postavených kolem pyramidy Pepiho II. je Neitin ten největší. Z těchto pyramid manželek Pepiho II. mohla být její pyramida postavena jako první. Nacházely se v ní Texty pyramid. Je to druhý známý výskyt těchto textů u královen, první královna, která je měla ve své hrobce, byla Anchesenpepi II. Pohřební komora obsahovala prázdný červený žulový sarkofág.